# Saransk
Sarа́nsk (in russo: Сара́нск; in mokša: Саранош, Saranoš; in erza: Саран ош, Saran oš) è una città della Russia europea centrale, capitale della Repubblica Autonoma dei Mordvini; sorge circa 630 km ad est di Mosca, alla confluenza dei fiumi Saranka (donde il nome) e Insar. Conta una popolazione di 318 841 abitanti nel censimento del 2018.

## Storia
Fondata nel 1641 come fortezza per la sorveglianza dei confini sudorientali del Regno russo, ebbe un grosso sviluppo durante l’era sovietica.

## Economia
Oggi Saransk è un centro industriale di una certa importanza: industria metalmeccanica, chimica, dell'abbigliamento, alimentare. È anche sede di università.

## Sport
Scioltasi nel 2020, la squadra locale di calcio Futbol'nyj Klub Mordovija militava nella PFN Ligi, la seconda serie del campionato russo di calcio, e giocava le sue partite interne alla Mordovia Arena, uno degli stadi sede del campionato mondiale di calcio 2018.